# Tullio Pinelli
Tullio Pinelli (ur. 24 czerwca 1908 w Turynie, zm. 7 marca 2009 w Rzymie) – włoski scenarzysta, stały współpracownik Federico Felliniego.

## Filmografia

### Scenarzysta
- 2005: Bonjour Michel
- 1992: Pył i krew (De terre et de sang)
- 1990: Głos księżyca (La voce della luna)
- 1986: Miejmy nadzieję, że to będzie córka (Speriamo che sia femmina)
- 1986: Ginger i Fred (Ginger i Fred)
- 1985: Krzysztof Kolumb (Christopher Columbus)
- 1985: Moi przyjaciele III (Amici miei atto III)
- 1982: Moi przyjaciele II (Amici miei atto II)
- 1981: Markiz Grillo (Il marchese del Grillo)
- 1979: Podróże z Anitą (Viaggio con Anita)
- 1975: Moi przyjaciele (Amici miei)
- 1975: Po antycznych schodach (Per le antiche scale)
- 1973: Amore e ginnastica
- 1972: Alfredo, Alfredo
- 1970: Kasztany miłości (Le castagne sono buone)
- 1969: Galileusz (Galileo)
- 1969: Come, quando, perché
- 1968: Serafino
- 1967: L'immorale
- 1966: Franciszek z Asyżu (Francesco d'Assisi)
- 1965: Włoch w Argentynie (Il gaucho)
- 1965: I tre volti
- 1965: Giulietta i duchy (Giulietta degli spiriti)
- 1963: Osiem i pół (Otto e mezzo)
- 1962: Step (La steppa)
- 1962: Samotność (Senilità)
- 1962: Boccaccio ’70
- 1960: Słodkie życie (La dolce vita)
- 1958: Fortunella
- 1957: Noce Cabirii (Le notti di Cabiria)
- 1956: Uomini e lupi
- 1955: Niebieski ptak (Il bidone)
- 1954: Gli amori di Manon Lescaut
- 1954: Sinfonia d’amore
- 1954: La strada (La strada)
- 1953: Pietà per chi cade
- 1953: Traviata '53
- 1953: La voce del silenzio
- 1953: Miłość w mieście (L'amore in città)
- 1953: Wałkonie (I vitelloni)
- 1952: Biały szejk (Lo sceicco bianco)
- 1952: Il brigante di Tacca del Lupo
- 1951: Miasto się broni (La città si difende)
- 1951: Pomoc domowa (Cameriera bella presenza offresi...)
- 1950: Droga nadziei (Il cammino della speranza)
- 1950: Światła variété (Luci del varietà)
- 1949: Pod niebem Sycylii (In nome della legge)
- 1949: Młyn na Padzie (Il mulino del Po)
- 1948: Il grido della terra
- 1948: Bez litości (Senza pietà)
- 1948: Miłość (L'amore)
- 1947: Przewoźnik (Il passatore)
- 1946: Bandyta (Il bandito)
- 1946: L'adultera
- 1946: Fatalità
- 1945: Le miserie del signor Travet
- 1944: Si chiude all'alba

## Nagrody
- Nagroda Akademii Filmowej
  - nominacja: La strada (1957)
  - nominacja: Słodkie życie (1962)
  - nominacja: Osiem i pół (1964)